# Perissomastix asirella
Perissomastix asirella is een vlinder uit de familie echte motten (Tineidae). De wetenschappelijke naam van deze soort is voor het eerst geldig gepubliceerd in 1982 door Petersen & Gaedike.
De soort komt voor in tropisch Afrika.